# Sasajiscymnus tsugae
Sasajiscymnus tsugae, anteriormente Pseudoscymnus tsugae, es una especie de insecto de la familia Coccinellidae. Se alimenta del adelgido lanudo de la cicuta.

## Taxonomía
La especie fue descrita por primera vez por Hiroyuki Sasaji y Mark S. McClure en 1997 como Pseudoscymnus tsugae. Más tarde se descubrió que el nombre del género Pseudoscymnus (publicado para Coccinellidae en 1962) ya estaba en uso para un género de tiburón, y en 2004 el nombre de reemplazo Sasajiscymnus fue publicado por Natalia Vandenberg, por lo que esta especie se convirtió en Sasajiscymnus Tsugae.

## Historia
La especie es un método de control biológico para el adelgido lanudo de la cicuta, Adelges tsugae, en América del Norte, una especie invasora que amenaza a la cicuta oriental, Tsuga canadensis y a la cicuta de Carolina, Tsuga caroliniana. S. tsugae es una mariquita negra que es relativamente específica del huésped y se alimenta solo de tres especies conocidas de aldegidos, incluido el adelgido lanudo de la cicuta. Este escarabajo fue descubierto en 1992 mientras se alimentaba de adelgido lanudo de cicuta en su área de distribución natural de Japón. Desde 1995, la Oficina Forestal del Departamento de Conservación y Recursos Naturales de Pensilvania ha liberado cientos de miles de escarabajos S. tsugae adultos en los bosques afectados de cicuta del este de los Estados Unidos para determinar su eficacia en el control de la propagación del adélgido. De 1995 a 1997, los experimentos en Connecticut y Virginia encontraron que la liberación de escarabajos Sasajiscymnus tsugae adultos en rodales de tsuga infestados resultó en una reducción del 47 al 88 por ciento en las densidades de adélgidos dentro de los cinco meses posteriores a la introducción. El ciclo de vida del escarabajo es paralelo al ciclo de vida del adélgido lanudo de la cicuta. Ambos ponen huevos en la primavera y la eclosión ocurre casi simultáneamente. Cuando eclosionan, las larvas de S. tsugae son muy móviles y se alimentan de huevos y larvas de adelgidos lanudos de cicuta. Cada larva de S. tsugae puede consumir efectivamente alrededor de 500 huevos de adélgidos o casi 100 ninfas de adélgidos en desarrollo.

## Descripción
S. tsugae adultos poseen una forma ovalada y miden alrededor de 1,1 mm de ancho por 1,7 mm de largo. Son completamente negros y pubescentes en su superficie superior. Los huevos son de color naranja rojizo, de forma ovalada y de 0,25 mm de ancho por 0,48 mm de largo dentro de un corion opalescente. Los huevos suelen depositarse individualmente o en pequeños grupos en las grietas de la corteza y en las escamas de los brotes. Las larvas crecen de aproximadamente 1,1 mm a 2,7 mm durante sus cuatro estadios de desarrollo. Cambian de color de marrón rojizo a gris a medida que maduran. La pupa mide aproximadamente 1,1 mm de ancho y 1,9 mm de largo y es de color marrón rojizo. Los adultos emergen con un color marrón dorado claro y luego a negro azabache después de aproximadamente un día.